# Hybanthus strigoides
Hybanthus strigoides är en violväxtart som beskrevs av Paul Hermann Wilhelm Taubert. Hybanthus strigoides ingår i släktet Hybanthus och familjen violväxter. Inga underarter finns listade i Catalogue of Life.